# Julius Jaenzon
(Joel) Julius Jaenzon (parfois crédité J. Julius), né le 8 juillet 1885 à Göteborg (Comté de Västra Götaland), mort le 17 février 1961 à Stockholm (Comté de Stockholm), est un directeur de la photographie et réalisateur suédois.

## Biographie
Comme chef opérateur, Julius Jaenzon débute sur un court métrage muet sorti en 1907. En tout, il contribue à cent-seize films suédois (dont plus de la moitié muets), le dernier sorti en 1948. Exception notable, il travaille en 1931 avec le réalisateur français Henri Fescourt, sur deux films franco-suédois ; le premier est Serments (sorti en 1931), version française alternative avec Madeleine Renaud et Marcelle Géniat ; le second est Service de nuit (sorti en 1932), version française alternative avec Gaston Dupray et Paulette Dubost.
Il est surtout connu pour avoir collaboré à plusieurs reprises avec les réalisateurs Gustaf Molander (à partir de 1925), Victor Sjöström et Mauritz Stiller (ces deux derniers, dès 1912). Mentionnons La Charrette fantôme de Sjöström (1921, avec le réalisateur dans le premier rôle) et La Légende de Gösta Berling de Stiller (1924, avec Lars Hanson et Greta Garbo). Durant sa carrière, il photographie notamment trois autres actrices suédoises bien connues, Ingrid Bergman (Bränningar en 1935), Zarah Leander (Le Jeu du mariage de Ragnar Hyltén-Cavallius, également en 1935) et Signe Hasso (Emilie Högquist en  1939 et Den ljusnande framtid en 1941, réalisés par Molander). Observons encore qu'en 1912, à l'occasion d'un film suédois réalisé par le français Paul Garbagni, Au printemps de la vie, il photographie Sjöström et Stiller, comme acteurs.
Julius Jaenzon est aussi le réalisateur (et directeur de la photographie) de trois films, respectivement sortis en 1912, 1929 et 1930. Enfin, notons qu'il apparaît dans Les Ailes (1916) de Mauritz Stiller, où il tient un petit rôle de cadreur (outre sa fonction principale de chef opérateur).
Il est le frère de Henrik Jaenzon (1886-1954), également chef opérateur.

## Filmographie partielle
Films suédois, comme directeur de la photographie, sauf mention complémentaire
- 1912 : Mère et fille (Mor och dotter) de Mauritz Stiller
- 1912 : Le Jardinier (Trädgårdsmästaren) de Victor Sjöström
- 1912 : Samhällets dom (+ réalisateur)
- 1912 : Au printemps de la vie (I livets vår) de Paul Garbagni
- 1912 : Der svarta maskerna de Mauritz Stiller
- 1913 : L'Enfant (Barnet) de Mauritz Stiller
- 1913 : Äktenskapsbyrån de Victor Sjöström
- 1913 : Le Vampire (Vampyren) de Mauritz Stiller
- 1913 : Löjen och tårar de Victor Sjöström
- 1913 : Quand l'amour tue (När kärleken dödar) de Mauritz Stiller
- 1913 : När larmklockan ljuder de Mauritz Stiller
- 1913 : Den okända de Mauritz Stiller
- 1913 : Lady Marions sommarflirt de Victor Sjöström
- 1913 : Le Mannequin (Mannekängen)
- 1913 : På livets ödesvägar de Mauritz Stiller
- 1913 : Livets konflikter de Victor Sjöström
- 1913 : Demi-sang (Halvblod) de Victor Sjöström
- 1913 : Den moderna suffragetten de Mauritz Stiller
- 1914 : För sin kärleks skull de Mauritz Stiller
- 1914 : Bröderna de Mauritz Stiller
- 1914 : La Grève (Strejken) de Victor Sjöström
- 1914 : Prästen de Victor Sjöström
- 1914 : Stormfågeln de Mauritz Stiller
- 1914 : Skottet de Mauritz Stiller
- 1914 : La Tour rouge (Det röda tornet) de Mauritz Stiller
- 1914 : Bra flicka reder sig själv de Victor Sjöström

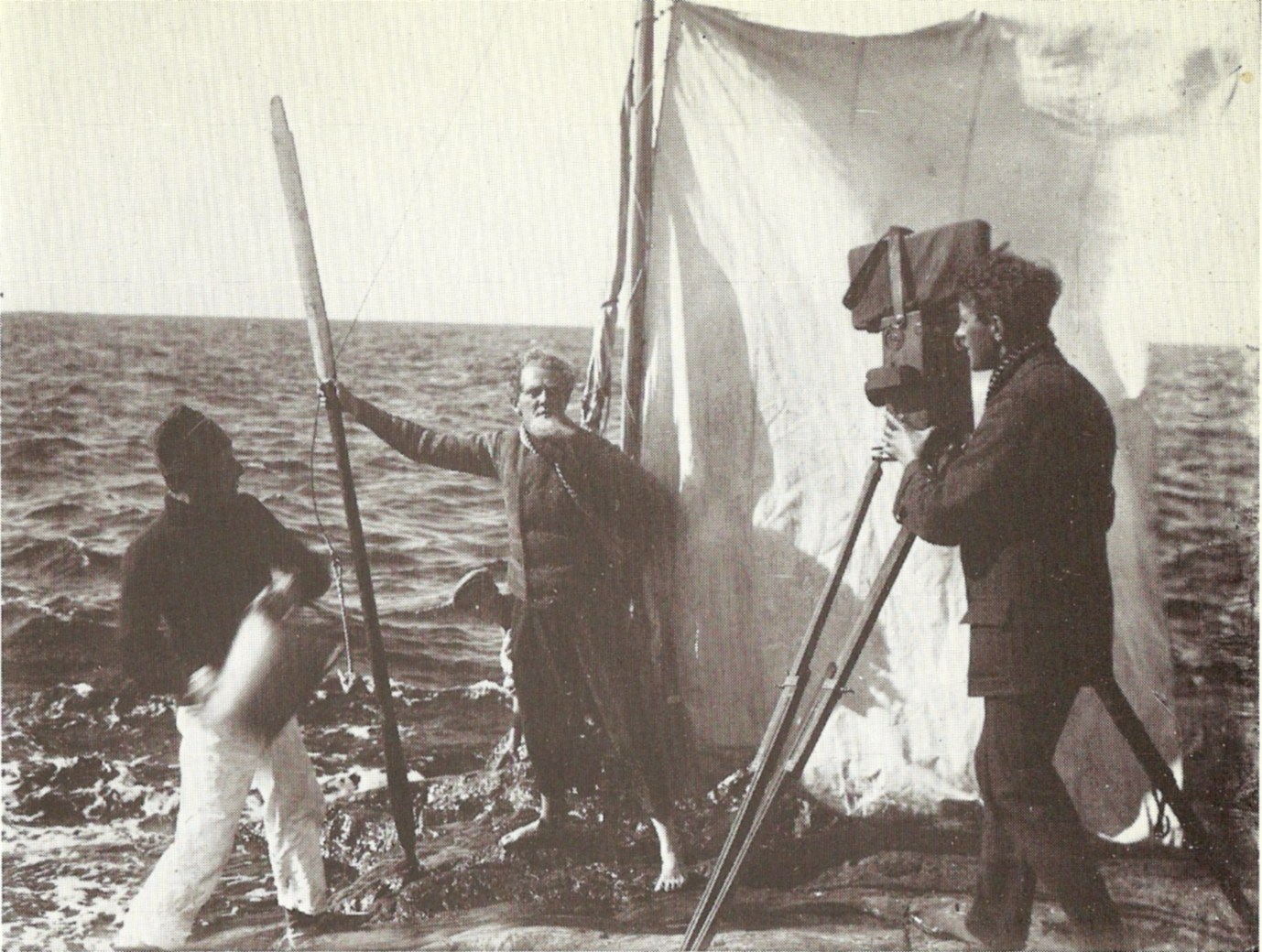
Julius Jaenzon à la caméra, avec (au centre) Victor Sjöström - réalisateur et acteur -, sur le tournage de Terje Vigen (1917)

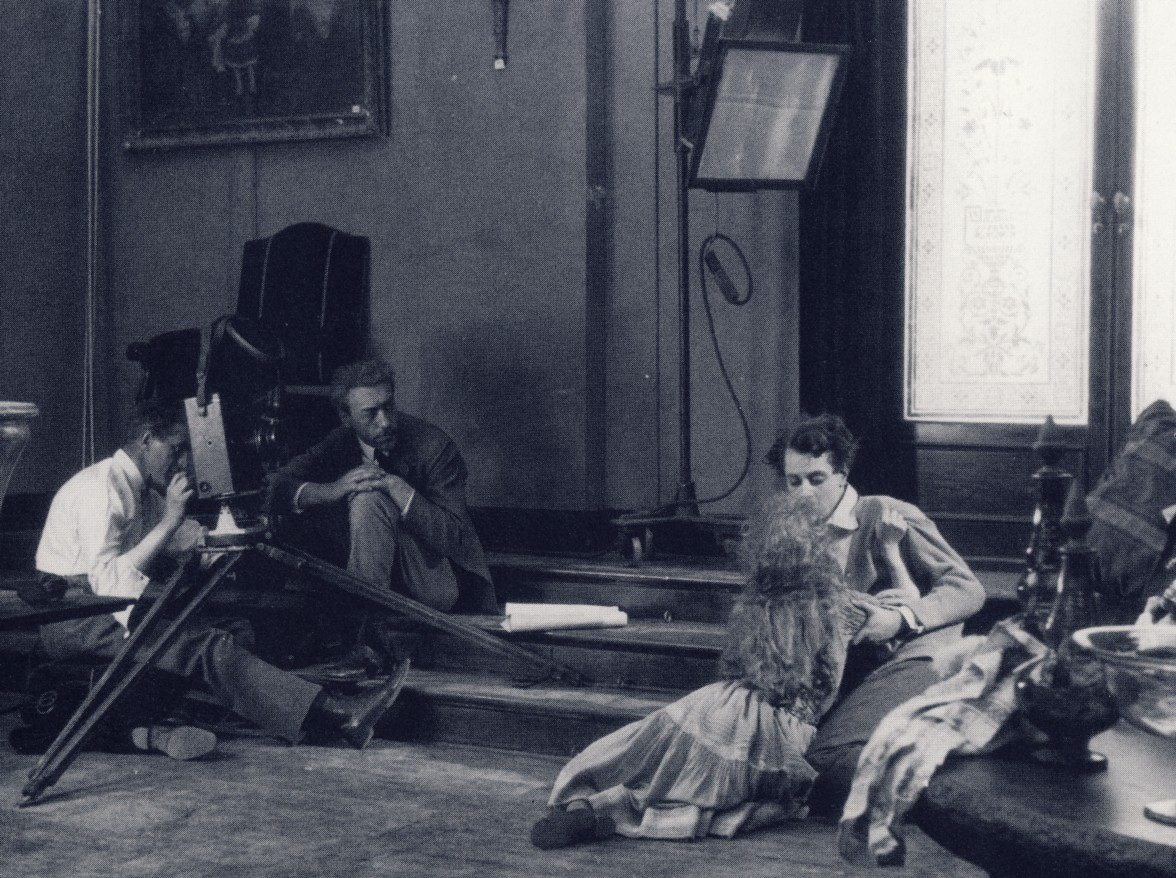
Julius Jaenzon à la caméra, avec le réalisateur Mauritz Stiller à ses côtés, sur le tournage de Le Vieux Manoir (1923)

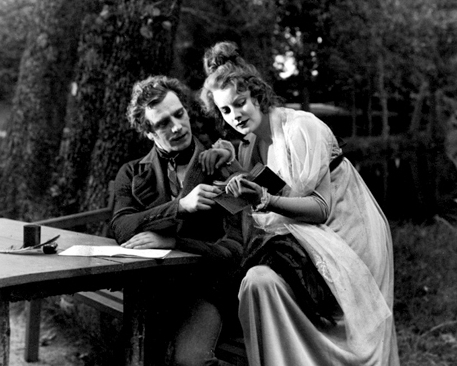
Prise de vue pour La Légende de Gösta Berling (1924) : Lars Hanson et Greta Garbo

- 1915 : När konstnärer älska de Mauritz Stiller
- 1915 : Det var i maj de Victor Sjöström
- 1915 : Madame de Thèbes (titre original) de Mauritz Stiller
- 1915 : Mästertjuven de Mauritz Stiller
- 1915 : Le Poignard (Dolken) de Mauritz Stiller
- 1916 : Hans hustrus förflutna de Mauritz Stiller
- 1916 : Les Ailes (Vingarne) de Mauritz Stiller (+ acteur)
- 1916 : L'Étrange Aventure de l'ingénieur Lebel (Dödskyssen) de Victor Sjöström
- 1916 : Balettprimadonnan de Mauritz Stiller
- 1917 : Alexandre le Grand de Mauritz Stiller
- 1917 : Terje Vigen de Victor Sjöström
- 1918 : Les Proscrits (Berg-Ejvind och hans hustru) de Victor Sjöström
- 1919 : Le Trésor d'Arne (Herr Arnes pengar) de Mauritz Stiller
- 1919 : La Voix des ancêtres (Ingmarssönerna) de Victor Sjöström
- 1920 : Maître Samuel (Mästerman) de Victor Sjöström
- 1921 : La Charrette fantôme (Körkarlen) de Victor Sjöström
- 1922 : L'Épreuve du feu de Victor Sjöström
- 1923 : Le Vieux Manoir (Gunnar Hedes saga), de Mauritz Stiller
- 1923 : La Cible vivante (Karusellen) de Dimitri Buchowetzki
- 1923 : Le Vaisseau tragique (Eld omborg) de Victor Sjöström
- 1924 : La Légende de Gösta Berling (Gösta Berlings saga) de Mauritz Stiller
- 1925 : Les Maudits (Ingmarsarvet) de Gustaf Molander
- 1926 : Vers l'Orient (Till österland) de Gustaf Molander
- 1926 : Hon, den enda de Gustaf Molander
- 1927 : Hans engelska fru de Gustaf Molander
- 1927 : Lèvres closes (Förseglade läppar) de Gustaf Molander
- 1928 : Synd de Gustaf Molander
- 1928 : La Clef d'argent (Parisiskor) de Gustaf Molander
- 1929 : Säg det i toner (+ réalisateur, en collaboration avec Edvin Adolphson)
- 1929 : Hjärtats triumf de Gustaf Molander
- 1930 : Ulla, min Ulla (+ réalisateur)
- 1930 : Väter und Söhne de Victor Sjöström
- 1930 : Fridas visor de Gustaf Molander
- 1930 : Charlotte Löwensköld de Gustaf Molander
- 1931 : Les Markurell de Wadköping (Markurells i Wadköping) de Victor Sjöström
- 1931 : En natt de Gustaf Molander
- 1931 : Serments d'Henri Fescourt (film franco-suédois ; version française alternative d’En natt pré-cité)
- 1932 : Service de nuit ou Les Nuits de papa d'Henri Fescourt (film franco-suédois ; version française alternative de Trötte Teodor de Gustaf Edgren, sorti en 1931)
- 1932 : Kärlek och kassabrist de Gustaf Molander
- 1933 : En natt på Smygeholm de Sigurd Wallén
- 1935 : Bränningar d'Ivar Johansson
- 1935 : Le Jeu du mariage (Äktenskapsleken) de Ragnar Hyltén-Cavallius
- 1936 : Bröllopsresan de Gustaf Molander
- 1937 : Sara lär sig folkvett de Gustaf Molander
- 1939 : Emilie Högquist de Gustaf Molander
- 1940 : En, men ett lejon! de Gustaf Molander
- 1941 : Den ljusnande framtid de Gustaf Molander
- 1948 : Livet på Forsbyholm d'Elof Ahrle et Arne Mattsson

## Postérité
Julius Jaenzon est personnifié par Carl Magnus Dellow dans Bildmakarna, téléfilm d'Ingmar Bergman diffusé en 2000 (avec également Anita Björk dans le rôle de l'écrivain Selma Lagerlöf et Lennart Hjulström interprétant Victor Sjöström).  